# Kowalewo Pomorskie
Kowalewo Pomorskie è un comune urbano-rurale polacco del distretto di Golub-Dobrzyń, nel voivodato della Cuiavia-Pomerania.
Ricopre una superficie di 141,39 km² e nel 2004 contava 11 396 abitanti.